# Herman Roozen
Herman Roozen (Toldijk, 27 augustus 1966) is een Nederlandse striptekenaar, stripscenarist en illustrator. Roozen was voor de periode 2021-2023 de Stripmaker des Vaderlands. Roozen woont en werkt in Coevorden.

## Carrière
Roozen groeide op op een boerderij en verkreeg zijn bachelor aan de CAH Dronten op het vlak van engineering en landbouw. Hierna studeerde hij tussen 1989 en 1993 kunstmatige intelligentie aan de Radboud Universiteit in Nijmegen.
Tussen 1988 en 1994 maakte hij de wekelijkse gagstrip De Morinel voor het blad Ons Platteland. Toen dit blad ophield te bestaan, tekende Roozen in 1995 de strip Stekkel voor het blad Aanwas.
Na zijn studie ging Roozen werken als informatieanalist tot zijn werkgever in 2003 failliet ging. Vanaf dat moment werd hij fulltime striptekenaar, -scenarist en illustrator.
Vanaf 23 maart 2004 maakt hij de wekelijkse gagstrip Opa, bedacht door Henk Groeneveld in 1971, voor het blad Boerderij.
Roozen maakte meerdere gagstripreeksen. Zo maakte hij tussen 2005 en 2011 de gagstrip TechEddie voor de Technet-nieuwsbrief van Microsoft Nederland. Vanaf 2007 kwam daar Kukel en Kakel bij voor het blad Pluimveehouderij.
In 2007 verscheen ook van zijn hand de gagstrip Eefenement in het Algemeen Dagblad.
Roozen is ook actief als scenarist. Samen met Pieter Hogenbirk werkte hij sinds 2006 aan de gags voor Rembrandt, tussen 2009 en 2017 aan De Ruyter en tussen 2016 en 2018 aan Van Oranje.
Ook droeg hij gags aan voor reeksen als DirkJan van Mark Retera (sinds 1993), Kort en triest van Jean-Marc van Tol (2003-2018), Jan, Jans en de kinderen (tot 2013) en Karlijn, Catootje en de ouders (sinds 2017).
Hij publiceerde in tal van bladen, waaronder Okki (2005-2009), Eppo en Tina.
Naast zijn werk als schrijver en tekenaar is Roozen ook sinds 2004 scenarist voor televisieprogramma’s als het Sinterklaasjournaal en Sesamstraat.
Vanaf 2018 publiceert Roozen ook stripjes in de vorm van zestiende-eeuwse centsprenten. Zo maakte hij er een over de coronacrisis in Nederland in het album Striphelden versus corona in 2020 dat onder meer bedoeld was om stripwinkels te steunen tijdens de lockdown.
Roozen is onder meer lid van het collectief Comic House en van INKT.PRO, een vereniging van illustrators. Hij was een van de oprichters van de Beroepsgroep Nederlandse Stripmakers (BNS) in 2014. Deze organisatie ging in 2017 op in de Beroepsorganisatie Nederlandse Ontwerpers (BNO). In januari 2021 werd Roozen de tweede Stripmaker des Vaderlands na Margreet de Heer.
Als speerpunt had hij om strips in bibliotheken een belangrijkere plek te geven. Hij publiceerde hiervoor onder meer maandelijks een centsprent in enige regionale kranten.